# Sagra (Alicante)
Sagra ist eine spanische Gemeinde (municipio) in der Provinz Alicante mit einer Bevölkerung von 441 Einwohnern (Stand: 2024).

## Lage
Sagra liegt etwa 76 Kilometer nordnordöstlich von Alicante und etwa 85 Kilometer südsüdöstlich von Valencia in einer Höhe von 105 m nahe der Mittelmeerküste.

## Geschichte

### Bevölkerungsentwicklung
| Jahr      | 1970 | 1981 | 1991 | 2001 | 2011 | 2021 |
| Einwohner | 514  | 446  | 378  | 401  | 439  | 427  |

## Sehenswürdigkeiten

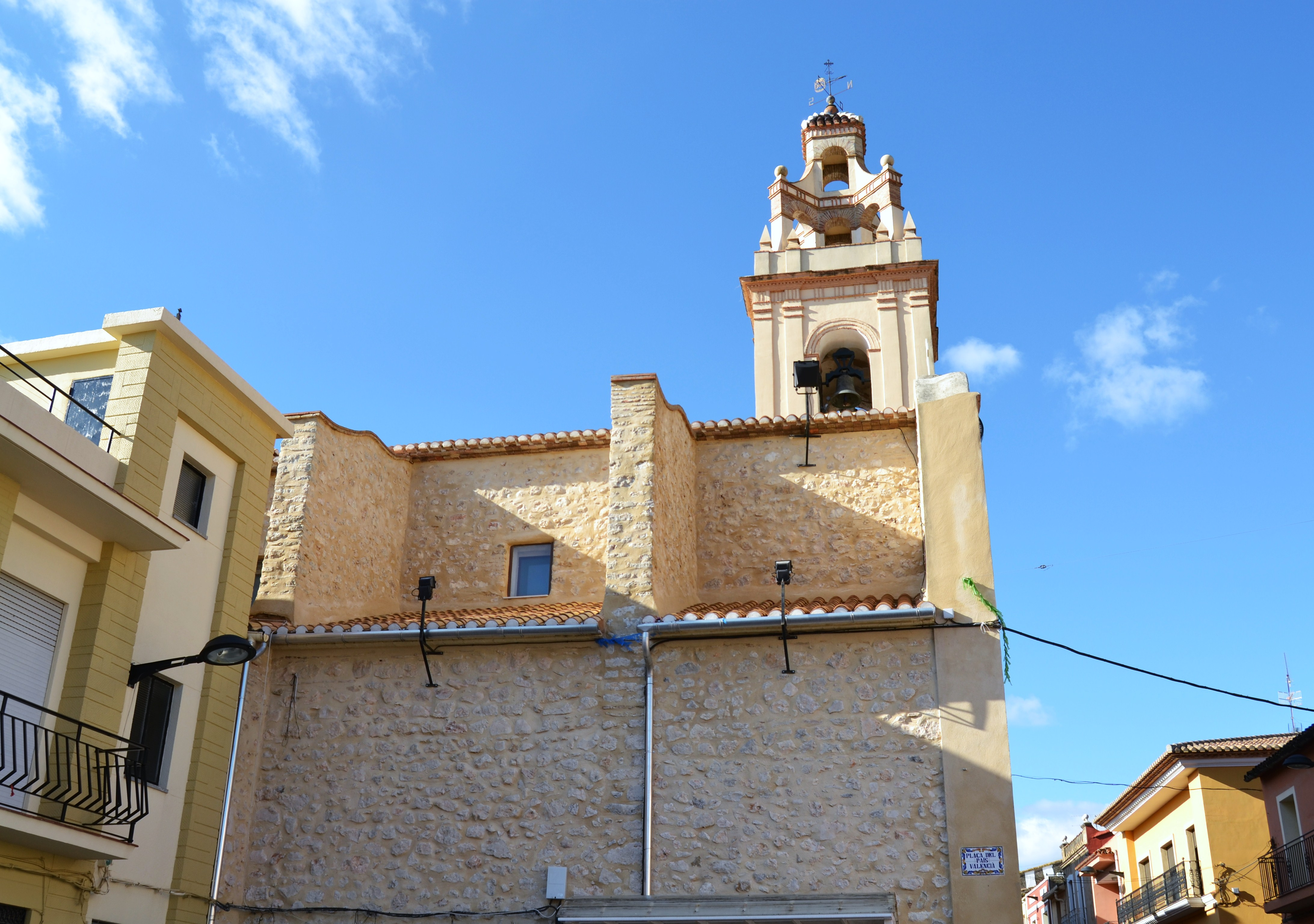
Sebastianuskirche
- Christuskapelle
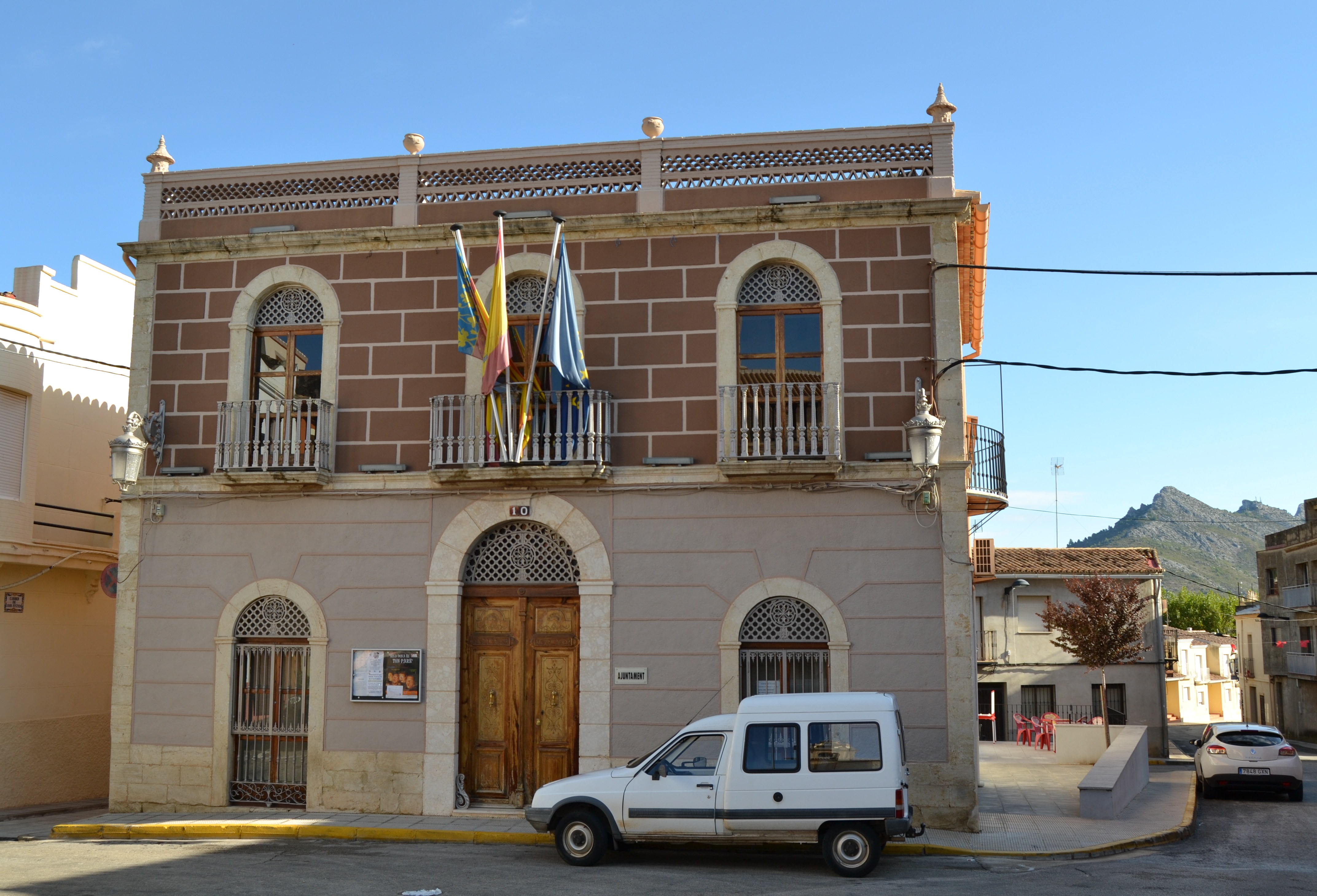
Rathaus

- Sebastianuskirche
- Rathaus

## Gemeindepartnerschaft
Mit der irischen Ortschaft Kilbrittain im County Cork besteht eine Partnerschaft.